# Famille Dugas de Bois Saint-Just
La famille Dugas de Bois Saint-Just est une famille noble française éteinte en 1866, originaire de Thurins (Rhône), qui donna à la ville de Lyon plusieurs prévôts des marchands, des présidents de la cour des monnaies et des échevins de Lyon.

## Histoire
Cette famille Dugas est originaire de Thurins (Lyonnais), qui en 1762 dépendait du comté de Lyon, et anciennement de l'abbaye de l'Île-Barbe. Le Gaz / Le Gas est un toponyme dont ils auraient pris le nom. On le trouve dans Saint-André-le-Gaz, Le Gaz (Ain), Pont-du-Gaz (Isère), Le Gas (Ain), etc. Le toponyme Gaz ou Gas est une variante du mot "gué". Ce n'est que bien plus tard avec Louis Dugas (début XVIIe siècle), que la famille ajouta à son patronyme le nom de leur terre de Bois Saint-Just,.

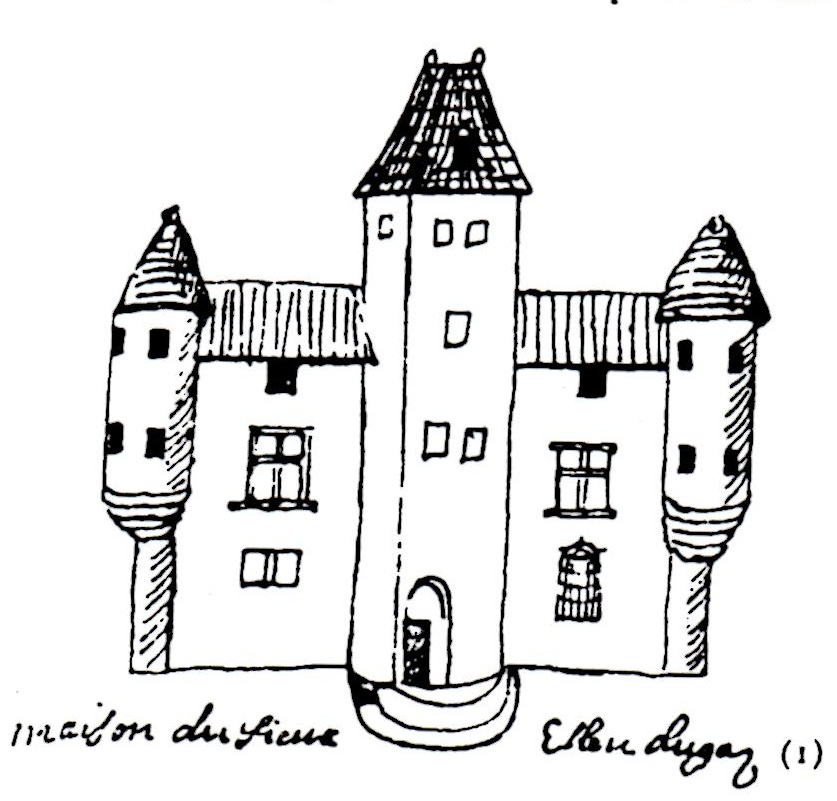
Maison du sieur Dugaz

## Filiation
Ci-dessous, une filiation simplifiée.

### Branche aînée
Le premier membre connu de cette famille serait :
- I   - Guillaume Dugas, ou Du Gas[3], bourgeois de Lyon, qui épousa en 1492 Catherine Arthaud[1] parents de :
- II  - Jean Dugas, officier de l'élection, épouse en 1542 Marguerite du Suc dont:
- III - Pierre Dugas, né en 1551, notaire et juge au château de Thurins, dont sa veuve Aymée Dallier et son fils Louis donnent le 29 avril 1621 dénombrement de leurs possessions. Le roi Henri III lui aurait donné en 1589 des lettres lui enjoignant de tenir le pays de Thurins et ses environs dans l'obéissance contre les entreprises du duc de Nemours : Charles-Emmanuel de Savoie-Nemours[4]. Il aurait eu pour épouse Jeanne de La Tour des Champs[Note 1] de cette union naquirent:
  - Jean-Baptiste Dugas, officier de marine, sans postérité
  - Une fille qui épousa Charles de Bourgongne[Note 2]
  - Louis qui suit
- IV - Louis Dugas, seigneur de Bois-Saint-Just, né en 1582, conseiller en l'élection; subdélégué de l'intendance, échevin en 1658. Il fut très estimé de ses concitoyens et acheta à Claude de Villars, mestre de camp et gentilhomme de la chambre du roi, grand-père du maréchal de Villars, la charge de premier président aux Cours de Lyon, et une maison rue du Bœuf à Lyon, à laquelle était attachée le droit de vas [5], ou d'avoir une sépulture dans l'église Sainte-Croix de Lyon. Il épousa en 1632 Jeanne du Pin qui lui donna:
  - Louis II qui suit
  - Deux fils morts sans alliance
  - Marie Dugas qui épousa Barthélemy Hesseler, fils de Georges Nicolas Hesseler, pelletier originaire de Francfort, installé à Lyon sur le quai Saint-Antoine, et père de Barthélemy Joseph Hesseler, baron de Bagnols, et Marzé, conseiller à la Cour des Monnaies[Note 3]
  - Jeanne Dugas épouse de Louis Deschamps de Messimieux
- V - Louis Dugas (Lyon.1633-1728), seigneur de Bois-Saint-Just, Savounoux, Quinsonnas, Thurins, et de La Tour des Champs[6]. Conseiller en la sénéchaussée, lieutenant général de police à Lyon, auditeur de camp, échevin en 1680, prévôt des marchands de 1696 à 1700. Il mourut le 6 janvier 1728. C'était un homme d'esprit, agréable et aimant les plaisirs de la vie, beau joueur, homme politique et grand courtisan qui a toujours été très dépensier. Il était devenu sénile quelque temps avant de mourir. Il fut inhumé dans sa paroisse de Saint-Nizier à Lyon[Note 4]. Le maréchal de Villeroy avait pour lui une très forte amitié Il épousa en 1669 Claudine Bottu de la Barmondière, fille d'Alexandre Bottu, seigneur de la Barmondière, et d'Élisabeth Bessié de La Fontaine qui mourut le 5 mars 1724 âgée de 78 ans en avalant une médication. Le couple eut pour enfants:
  - Laurent qui suit
  - Deux filles religieuses
  - Marie Dugas (1673-1713) qui épouse en 1695 Nicolas Bellet, seigneur de Tavernost, Cruix, etc..., premier président au parlement de Dombes

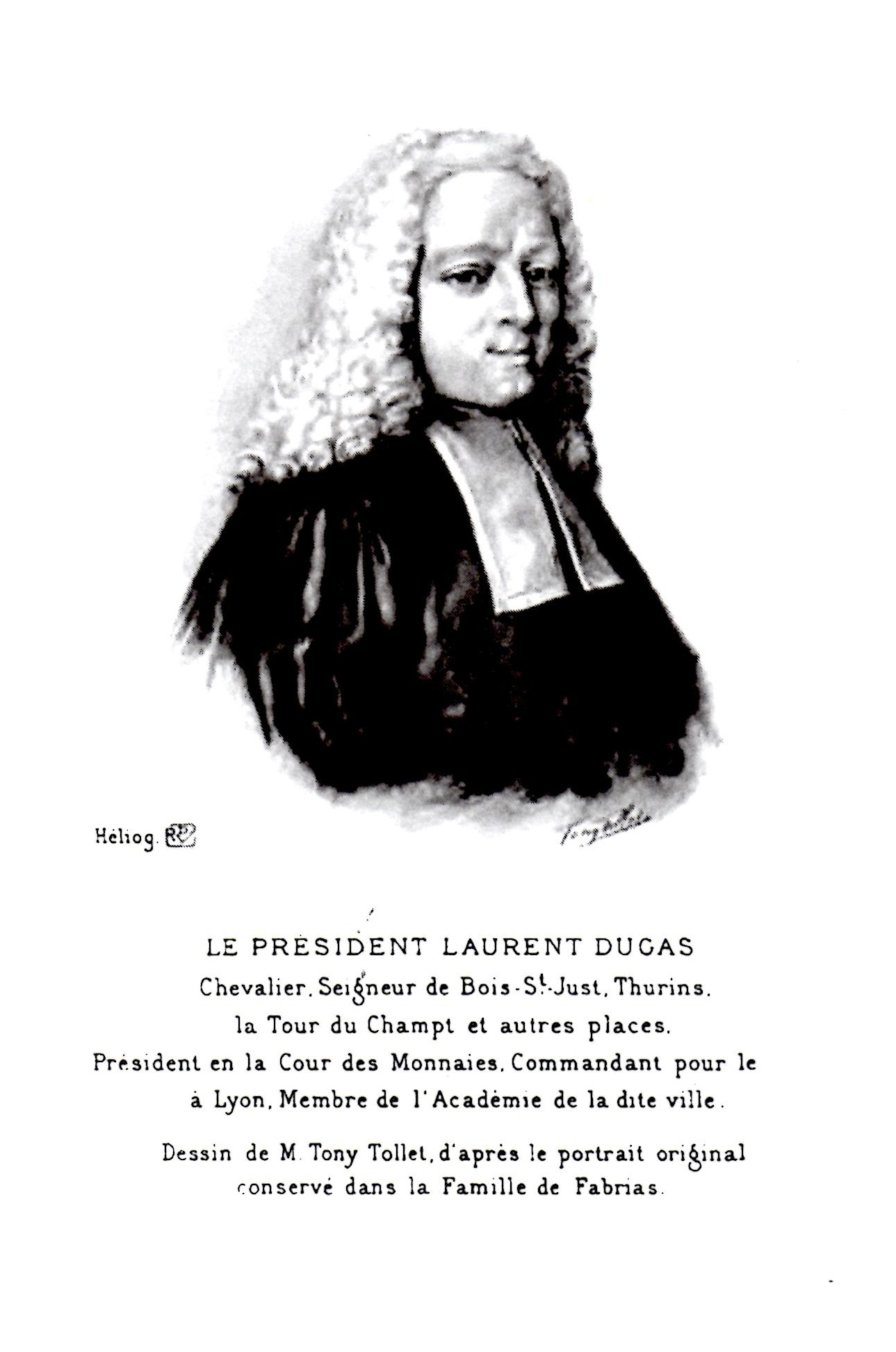
Laurent Dugas, cofondateur de l'Académie.

- VI - Laurent Dugas de Bois Saint-Just (Lyon 1670 - Lyon 1748), chevalier de Bois-Saint-Just et de Quinsonnas. Conseiller en la sénéchaussée en 1696, auditeur de camp, lieutenant général de police à Lyon, prévôt des marchands de Lyon de 1724 à 1730. Président en la cour des monnaies de Lyon depuis 1724 jusqu'en 1730. Cofondateur de l'Académie de Lyon. Il épousa en premières noces Marguerite Croppet (fille de Jean-Baptiste Louis Croppet de Varissan, baron de Bagnols, et de Marzé, et de Marie-Anne Hesseler) et en secondes noces : Marie-Anne Basset.

De son premier mariage il eut :
- - Pierre Dugas qui suit

De son second mariage il eut :
- - Louis Dugas qui format la branche cadette
  - Jean-Baptiste Dugas, jésuite
  - Jeanne Dugas : religieuse à Vienne
  - François Dugas de Quinsonnas, membre de l'Académie de Lyon, mort garçon le 31 juillet 1768 (Péricaud)
  - Marie Dugas de Souzy, officier mort sans postérité
  - Claudine, mariée à Lyon le 30 avril 1726 avec un avocat au parlement fils d'André Arthaud, échevin en 1677, et mademoiselle de Masso, est l'arrière-grand-père de Dominique César Arthaud de La Ferrière, chambellan de Napoléon III
- VII - Pierre Dugas  (Lyon. 11 juillet 1701 - Thurins. 26 avril 1767), président de la Cour des Monnaies de Lyon, prévôt des marchands de Lyon en 1751, auditeur de camp et membre de l'Académie de Lyon. Seigneur de Thurins et de Savonost [Note 5] ;[7] Il épousa en 1725 Marianne Bourgelat (fille de Pierre Bourgelat, échevin et de Geneviève Terrasson) qui eurent:
  - Estienne Dugas qui suit
  - Catherine Dugas, épouse en 1753 François Morel, seigneur d'Épeisses, conseiller en la Cour des monnaies de Lyon.

Veuf, Pierre Dugas épouse en secondes noces Victoire de Ponsaimpierre (fille de Dominique de Ponsaimpierre, seigneur du Perron, conseiller d'honneur en la Cour des monnaies membre de l'Académie de Lyon, et de Bonne d'Ambournay) mariage sans postérité.
- VIII - Estienne Dugas (Lyon.1732 - Thurins. ?). Lieutenant criminel en la sénéchaussée, président de la Cour des monnaies de Lyon le 13 décembre 1757, marié en premières noces avec Mademoiselle Chol de Clercy, qui eurent un fils mort jeune. Veuf, il épouse en secondes noces Jeanne Catherine Cantarelle de Dommartin qui lui donna :
  - Bonne Marie-Antoinette Marie-Thérèse Dugas (Thurins.1786-1825), mariée en 1802 à Monsieur Jean Antoine Sauzet de Fabrias (1774-1860)
  - Rosalie Dugas, mariée à Monsieur Donin de Rozières

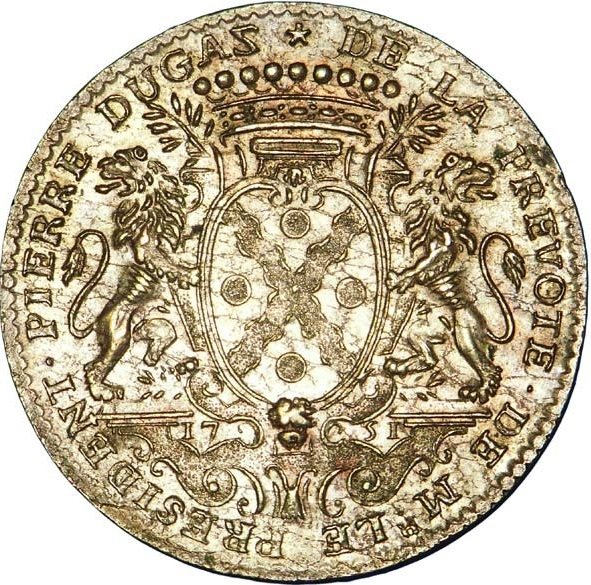
Pièce d'or Pierre Dugas, prévôt des marchands de Lyon où figurent les armes des Dugas.

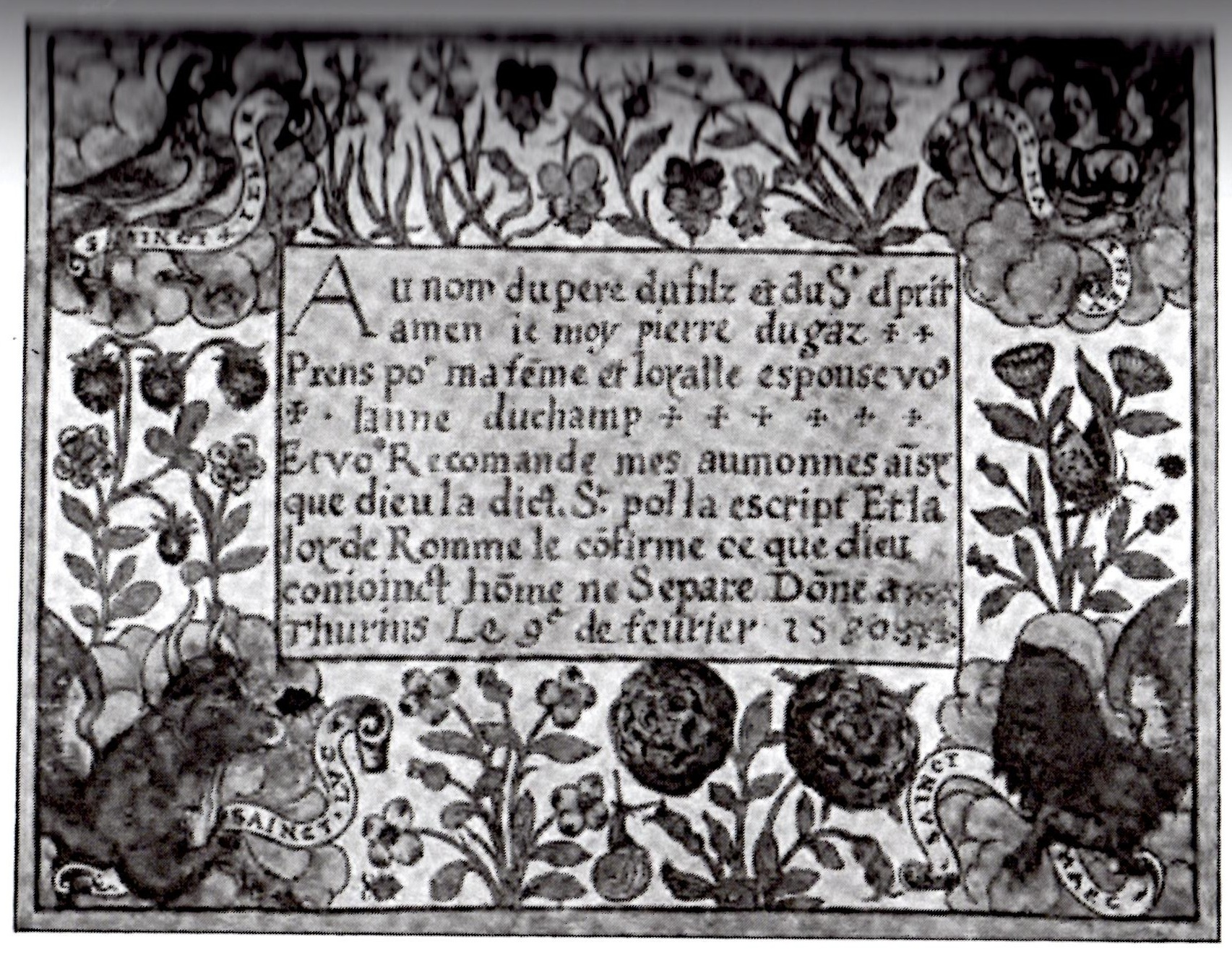
Document relatif au mariage de Pierre Dugas avec sa première épouse Jeanne Du Champ, fille de Jean Du Champ notaire royal et châtelain de Thurins, Rochefort, Soucieu-en-Jarrest et Brindas et de dame Jeanne Goenchon.

### Branche cadette
- Louis du Gas, seigneur de Bois-Saint-Just, né à Lyon, épousa en 1737, Marie-Louise Laurent, fille de Jean Laurent, capitaine de la bourgeoisie de Montluel en Bresse qui eurent :
  - Jean-Louis Marie du Gas de Bois Saint-Just ( 1743-1820)[8],[9], chroniqueur :
    - Antoine Alexandre du Gas de Bois Saint-Just, mort à Lyon en 1866, dernier représentant de cette famille.

## Personnalités
- Laurent Dugas (1670-1748), seigneur de Bois Saint-Just, président au présidial de Lyon, auteur.
- Jean-Louis Marie du Gas de Bois Saint-Just (1743-1820), chroniqueur.